# Lämmerbach (Kasselbach)
Der Lämmerbach, auch Bach vom Ochsenwasen genannt, ist ein rechter Zufluss des Kasselbachs im Main-Kinzig-Kreis im hessischen Spessart.

## Geographie

### Verlauf
Der Lämmerbach entspringt südwestlich von Bad Orb am Fuße des Geiersbergs (385 m). Er fließt in südwestliche Richtung und mündet an der Günthersmühle südöstlich von Kassel in den Kasselbach.

### Flusssystem Kinzig
- Liste der Fließgewässer im Flusssystem Kinzig (Main)